# Pterolophia denticollis
Pterolophia denticollis är en skalbaggsart som först beskrevs av Jordan 1894.  Pterolophia denticollis ingår i släktet Pterolophia och familjen långhorningar.
Artens utbredningsområde är Gabon. Inga underarter finns listade i Catalogue of Life.